# Ерофеев, Андрей Владимирович (искусствовед)
Андрей Владимирович Ерофеев (род. 25 июня 1956, Париж) — российский искусствовед и куратор выставок.

## Биография
Родился в семье советских дипломатов. Окончил отделение истории искусства исторического факультета МГУ (1978). Кандидат искусствоведения (диссертация «Художественное объединение „Мир Искусства“ и русская культура начала XX века», 1984). Работал в ЦНИИ теории и истории архитектуры. Коллекцию работ художников-нонконформистов начал собирать в начале 80-х годов. ГМИИ им. А. С. Пушкина в 1985 году отверг коллекцию Ерофеева из 250 графических работ. В 1989-м году Андрей Ерофеев был приглашен в музей-заповедник «Царицыно» для создания первой в стране коллекции современного искусства, где он и работал с 1989 по 2002 год, возглавляя сектор новейших течений и сформировав коллекцию из двух тысяч произведений.
С 2002 года заведовал отделом новейших течений Государственной Третьяковской галереи, придя в ГТГ со своей командой и с коллекцией, собранной в Музее-заповеднике «Царицыно».
В рейтинге «50 самых влиятельных лиц в русском искусстве — 2007», составленном журналом «АртХроника», Андрей Ерофеев занял первое место.
В 2007 году прокуратурой РФ в отношении Ерофеева было возбуждено уголовное дело части 2 статьи 282 УК РФ — «Возбуждение ненависти либо вражды, а равно унижение человеческого достоинства» по факту проведения в Музее и общественном центре им. Сахарова выставки «Запретное искусство — 2006». Уголовное дело было возбуждено на основании запроса в Генпрокуратуру движения «Народный Собор» и членов партии «Народный союз» во главе с председателем партии бывшим вице-спикером Госдумы Сергеем Бабуриным. В заявлении указывалось, что экспозиция носит «антирелигиозный, антигосударственный, экстремистский характер и порочит Вооруженные Силы России и Русскую Православную Церковь», а организаторы события достойны тюремного заключения.
В июне 2008 года был уволен из Государственной Третьяковской галереи с формулировкой «за нарушение музейного порядка».
12 июля 2010 года Таганский суд Москвы признал Андрея Ерофеева виновным в разжигании религиозной вражды и приговорил к уплате штрафа в размере 150 тысяч рублей..
4 октября 2010 года Московский городской суд отклонил кассационную жалобу Юрия Самодурова и Андрея Ерофеева, признав приговор организаторам выставки законным

## Наиболее важные кураторские проекты
- 2007 — «Запретное искусство — 2006». Сахаров-Центр, Москва.
- 2007 — «Соц-Арт. Политическое искусство в России». Государственная Третьяковская галерея, Москва.
- 2005 — «Русский поп-арт». Государственная Третьяковская галерея, Москва.
- 2005 — «СООБЩНИКИ. Коллективные и интерактивные произведения в русском искусстве 1960—2000-х годов». Государственная Третьяковская галерея, Москва.

## Семья
Владимир Ерофеев (1920—2011) — отец, советский дипломат.
Виктор Ерофеев (род. 1947) — брат, современный российский писатель.
Сыновья: Николай, Нестор, Демьян. Дочь: Кира.

## Награды
- Кавалер ордена Искусств и литературы (Франция)[7].